# Callitris endlicheri
Callitris endlicheri, deutsch Rote Schmuckzypresse genannt,  ist eine Koniferenart aus der Gattung der Schmuckzypressen (Callitris) in der Familie der Zypressengewächse (Cupressaceae). Sie ist im östlichen Australien heimisch.

## Beschreibung
Callitris endlicheri wächst als immergrüner Baum, der Wuchshöhen von bis zu 10 Metern erreichen kann. Die Äste gehen meist aufrecht, selten auch gerade vom Stamm ab. Die robuste braungraue Borke ist häufig tief gefurcht. Der Baum bildet eine spitz kegelförmige Baumkrone aus.
Die dunkelgrünen bis graugrünen Blätter sind 2 bis 4 Millimeter lang und auf der Rückseite auffällig gekielt.
Callitris endlicheri ist einhäusig getrenntgeschlechtig (monözisch). Die männlichen Blütenzapfen stehen in Gruppen an den Zweigen. Sie sind bei einem Durchmesser von bis zu 3 Millimetern eiförmig bis verkehrt-eiförmig geformt. Die einzeln oder in kleinen Gruppen an den Zweigen stehenden weiblichen Zapfen sind bei einem Durchmesser von 1,5 bis 2,0 Zentimetern eiförmig bis kugelig geformt. Jeder Zapfen besteht aus sechs dicken Zapfenschuppen und trägt mehrere Samenkörner. Jede Schuppe trägt an ihrer Spitze einen winzigen Stachel. Die Samen werden bereits kurz nach der Reife entlassen und die Zapfen fallen dann von den Zweigen. Die dunkelbraunen Samen sind bis zu 3 Millimeter groß und besitzen zwei oder drei Flügel.

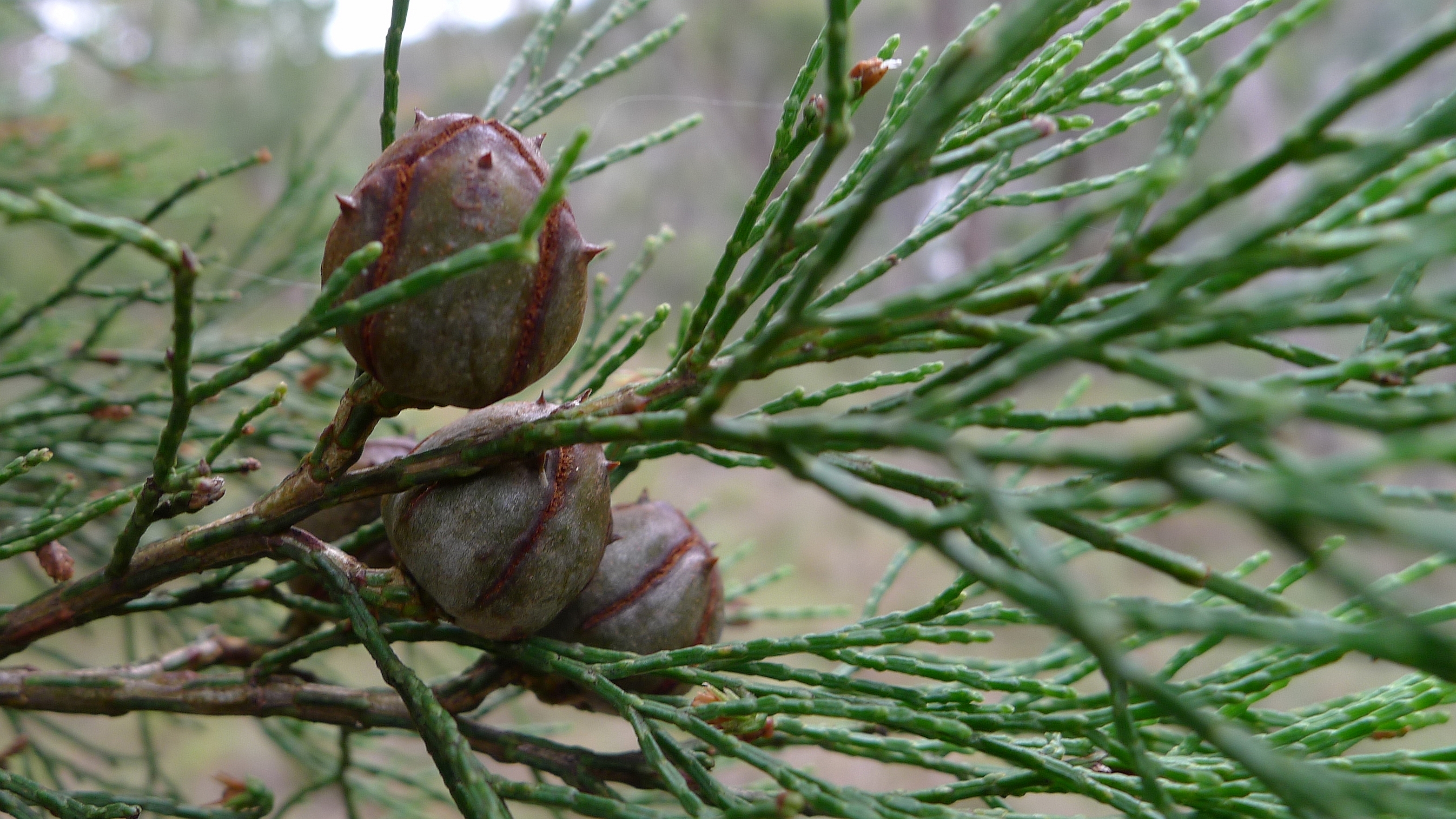
Zweig der Roten Schmuckzypresse mit Zapfen

Die Chromosomenzahl beträgt 2n = 22.

## Vorkommen und Gefährdung
Das natürliche Verbreitungsgebiet von Callitris endlicheri umfasst die australischen Bundesstaaten Queensland, New South Wales und Victoria. Es erstreckt sich dabei vom Blackdown Tableland in Queensland über die Hochebenen New South Wales bis zum Ovens River in Victoria.
Callitris endlicheri wächst vor allem auf flachgründigen, steinigen Böden auf Hügeln und Höhenrücken, welche sich vor allem auf Silikatgestein gebildet haben. Man findet die Art von der Küste bis in die trockenen Regionen des Innenlandes.
Callitris endlicheri wird in der Roten Liste der IUCN als „nicht gefährdet“ eingestuft. Es wird jedoch darauf hingewiesen, dass eine erneute Überprüfung der Gefährdung notwendig ist.
Eine Gefährdung besteht durch den nach Australien eingeschleppten Mähnenhirsch (Rusa timorensis), der durch Verbiss die Entwicklung der Keimlinge stört. Aufgrund dieser Verbissschäden ist es an manchen Standorten bereits zu Bestandsrückgängen gekommen, da sich die Bestände von Callitris endlicheri nach Waldbränden aus Samen verjüngen.

## Systematik
Die Erstbeschreibung als Frenela endlicheri erfolgte 1883 durch Filippo Parlatore in Prodromus Systematis Naturalis Regni Vegetabilis, Band 16(2), Seite 449. Frederick Manson Bailey stellte 1883 diese Art in A Synopsis of the Queensland Flora, Seite 497 als Callitris endlicheri in die Gattung Callitris.

## Nutzung
Das Holz von Callitris endlicheri wird nur in geringem Maße wirtschaftlich genutzt. Es ähnelt in seinen Eigenschaften dem Holz von Callitris glaucophylla, ist aber anfälliger gegenüber Fäulnis. Die Art liefert einen Australischen Sandarak.